# Elizabeth L. Gardner
Cet article concerne la pilote américaine. Pour la physicienne, voir Elizabeth Gardner. Pour La peintre, voir Elizabeth Jane Gardner Bouguereau. Pour les autres significations, voir Gardner.
Elizabeth « Libby » Gardner, née le 24 juillet 1921 à Janesville (Wisconsin) et morte le 22 décembre 2011 à New York, est une pilote américaine durant la Seconde Guerre mondiale et sert comme membre du Women Airforce Service Pilots (WASP).
Elle est l'une des premières femmes pilotes militaires américaines et a fait l'objet d'une photographie célèbre, assise dans le siège du pilote d'un bombardier Martin B-26 Marauder. En 2009, les 300 pilotes du WASP, toujours vivantes, reçoivent la médaille d'or du Congrès par le biais d'une citation d'unité,,,,.

## Biographie

### Jeunesse
Elizabeth L. Gardner naît en le 24 juillet 1921 à Janesville (Wisconsin). Diplômée de l'école secondaire de Rockford, en 1939, elle est mère de famille avant le début de la guerre. Après son mariage, elle prend le nom de Remba.

### Carrière militaire
En s'enrôlant comme membre du WASP, Elizabeth L. Gardner a eu deux jours d'entraînement, sous la direction du lieutenant-colonel Paul Tibbets, qui, par la suite, commande le B29 Enola Gay qui a largué la première bombe atomique sur Hiroshima,.
Elle a fait l'objet d'une photo historique, souvent reproduite, vers l'âge de 22 ans. L'original est conservé aux Archives nationales américaines,. La photo est prise à la base aérienne de Harlingen (en). Celle-ci est devenue emblématique de la place des femmes au service de leur pays.
Elizabeth L. Gardner a piloté des bombardiers moyens Martin B-26 Marauder, et notamment sa version d'entraînement AT-23. Elle a reçu une formation de pilote d'essai et d'instructrice de vol et elle pilotait aussi des avions qui remorquaient des cibles aériennes.
Après des années de lutte pour la reconnaissance de leurs services militaires, les 300 membres du WASP reçoivent la médaille d'or du Congrès, en 2009.

### Vie ultérieure et hommage
En décembre 1944, le gouvernement américain dissout le WASP et Elizabeth L. Gardner retourne dans le secteur privé. Après la Seconde Guerre mondiale, elle est pilote professionnelle, volant pour Piper Aircraft Corporation en Pennsylvanie,. À ce titre, elle s'implique dans les relations publiques, utilisant ses talents de pilote pour transporter les clients de Piper, rencontrant le ministère de la Défense et écrivant tous les discours de William T. Piper (en).
Elle a également travaillé comme pilote d'essai, après la guerre, notamment pour General Textile Mills (en), qui travaillait sur un parachute d'avion destiné à faire atterrir en toute sécurité les avions endommagés en vol. Elle participe à au moins deux essais, avec l'appareil, en décembre 1945, qui la conduisent à s'éjecter de l'avion lorsque le parachute s'est emmêlé dans l'appareil. Au cours du deuxième incident, l'avion est entré en piqué alors que ses gouvernes de profondeur étaient bloquées par le parachute. Elizabeth L. Gardner s'est échappée du poste de pilotage, mais elle n'était qu'à 150 m du sol lorsque son propre parachute s'est ouvert.
Elizabeth L. Gardner meurt à New York le 22 décembre 2011,.
En 2019, la ville de Rockford dans l'Illinois, a organisé un festival de peintures murales, au centre-ville, présentant une fresque des artistes Jenny Roesel Ustick et Atalie Gagnet, basée sur la période d'Elizabeth L. Gardner au WASP.